# Сомалија на Светском првенству у атлетици на отвореном 2023.
Сомалија је учествовала на 19. Светском првенству у атлетици на отвореном 2023. одржаном у Будимпешти од 19. до 27. августа шеснаести пут. Репрезентацију Сомалије представљао је један атлетичар који се такмичио у маратону ,
На овом првенству такмичар Сомалије није освојио ниједну медаљу али је оборио лични рекорд.

## Учесници
Мушкарци: 
- Кхадар Башир Јусуф — Маратон

## Резултати

### Мушкарци
| Атлетичар          | Дисциплина | Лични рекорд | Квалификације | Квалификације | Полуфинале | Полуфинале | Финале            | Финале            | Детаљи |
| Атлетичар          | Дисциплина | Лични рекорд | Резултат      | Место         | Резултат   | Место      | Резултат          | Место             | Детаљи |
| ------------------ | ---------- | ------------ | ------------- | ------------- | ---------- | ---------- | ----------------- | ----------------- | ------ |
| Кхадар Башир Јусуф | Маратон    | 2:09:09      |               |               |            |            | Није завршио трку | Није завршио трку |        |